# Eugène Olivier
Eugène Olivier (n. 17 septembrie 1881, Paris, Île-de-France, Franța – d. 5 mai 1964, Paris, Région parisienne, Franța) a fost un scrimer ce a reprezentat Franța, medaliat olimpic. A participat la o ediție a Jocurilor Olimpice (1908) în care a câștigat o medalie de aur.